# Antwerp Expo

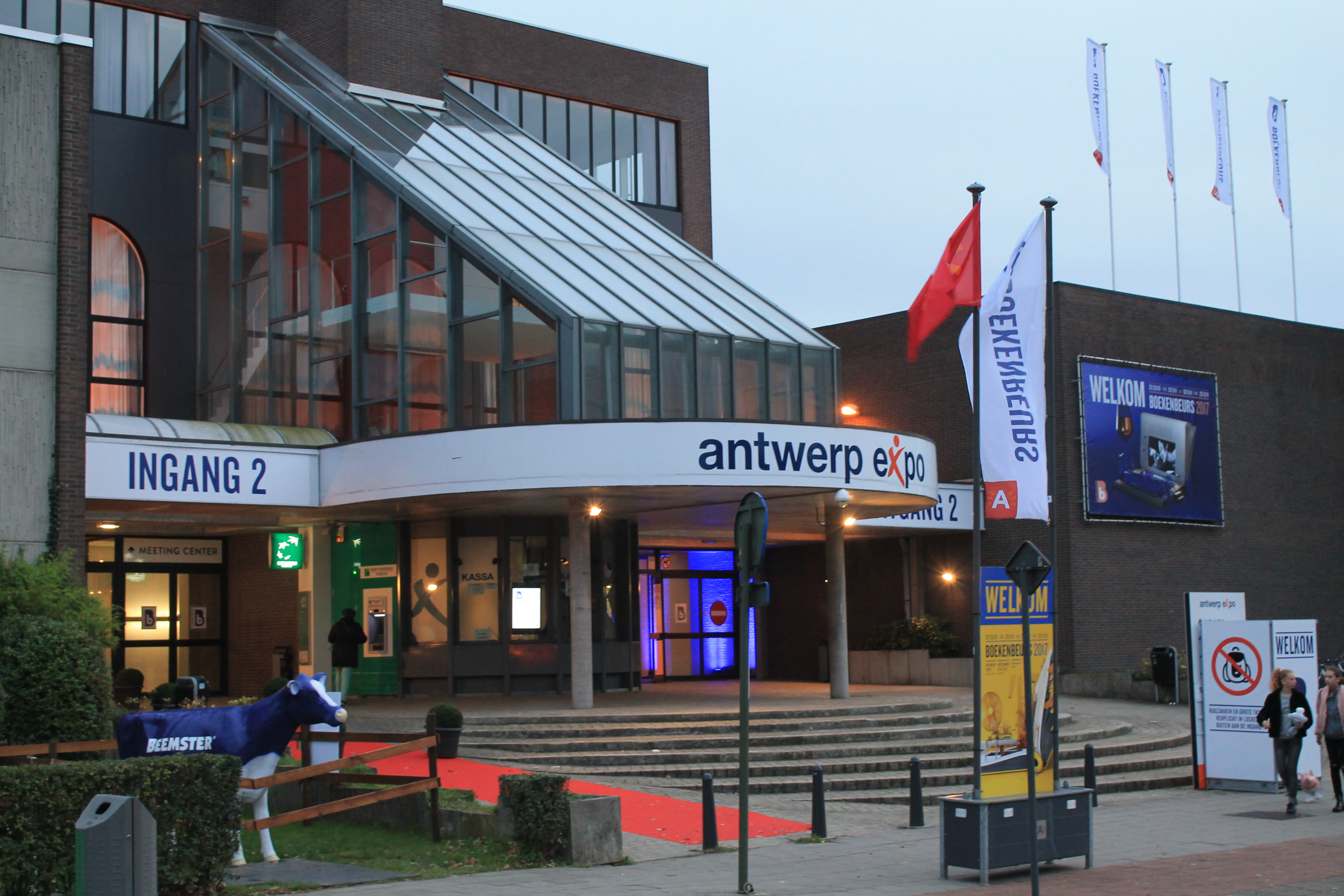
Antwerp Expo tijdens Boekenbeurs 2017

Het Antwerp Expo is een congrescentrum in de Belgische stad Antwerpen. Het gebouw staat aan de Jan Van Rijswijcklaan (N177), vlak bij de Ring om Antwerpen. Tegenover Antwerp Expo staat het Tankmonument.

## Geschiedenis
In 1958 opende op het Wilrijkseplein het Nationaal Bouwcentrum dat diende als documentatie- en informatiecentrum voor de bouwwereld. Het terrein omvatte tentoonstellingspaviljoenen, een auditorium en modelwoningen die volgens systeembouw opgetrokken waren.
In 1971 werd de Boekenbeurs Antwerpen voor het eerst in het Nationaal Bouwcentrum gehouden.
Tussen 1972 en 1989 werd er nieuwbouw opgetrokken voor commerciële beursactiviteiten en verdwenen de informatiepaviljoenen. Het congrescentrum werd tevens omgedoopt tot Antwerp Expo.
In september 2024 zal er voor het eerst de Flanders Darts Trophy worden gehouden, een onderdeel van de European Tour van de PDC.